# Hartmut Haenchen

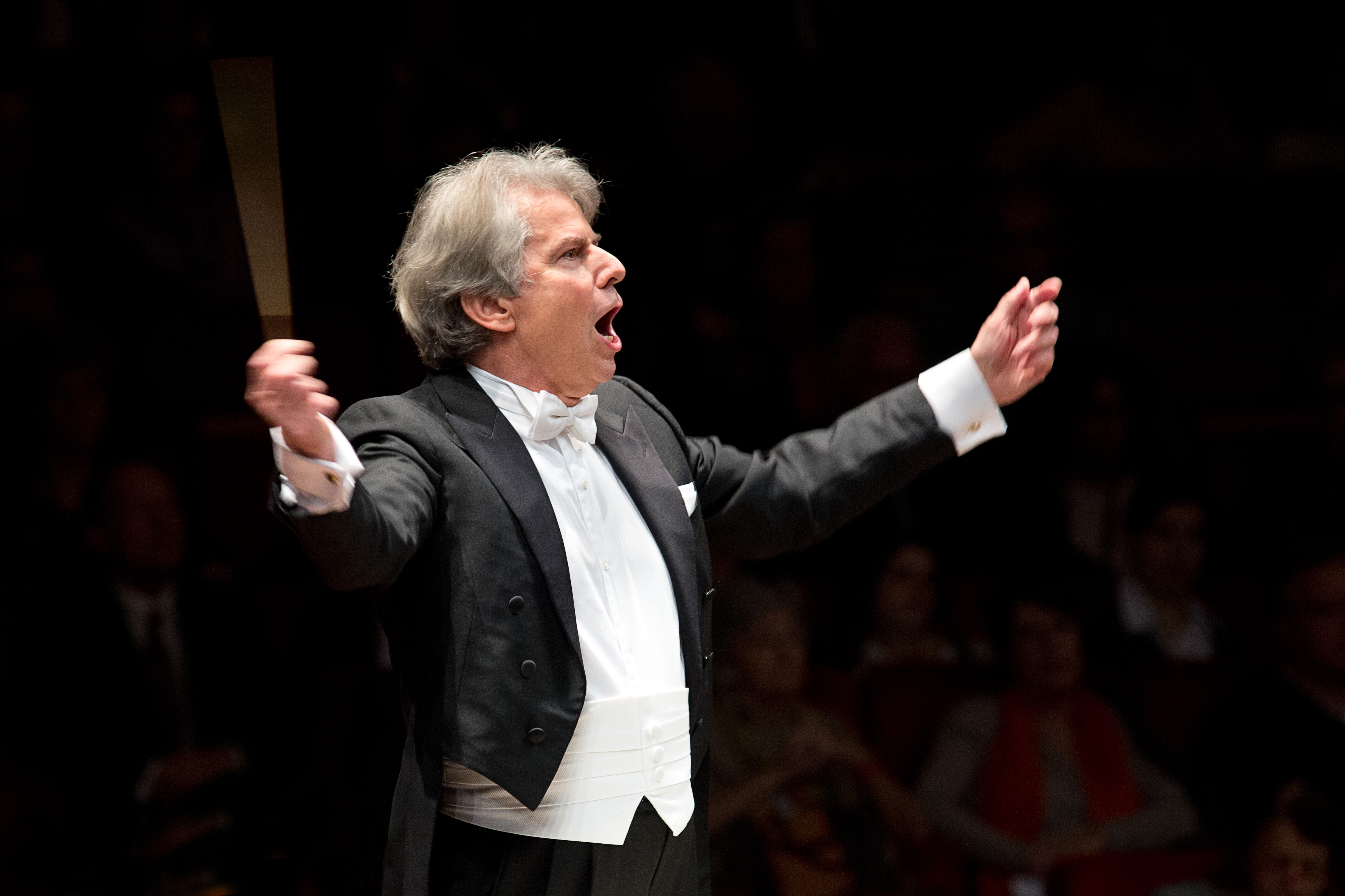
Hartmut Haenchen (2012)

Hartmut Haenchen (* 21. März 1943 in Dresden) ist ein deutscher Dirigent, der seit 2006 auch die niederländische Staatsbürgerschaft besitzt.

## Leben
Hartmut Haenchen ist der Sohn des Gartenbauinspektors Fritz Haenchen und dessen Frau Eva, Tochter des Rosenzüchters Victor Teschendorff. Von 1953 bis 1958 war Haenchen unter Kreuzkantor Rudolf Mauersberger Mitglied des Dresdner Kreuzchors. Er besuchte die Kreuzschule und von 1958 bis 1960 die erweiterte Oberschule in Dresden. Mit fünfzehn Jahren dirigierte er als Kantor sein erstes Konzert. Als Jugendlicher kam er nach eigenen Aussagen auch zum ersten Mal mit der Staatssicherheit in Berührung, die ihn wegen des Verteilens von Flugblättern beobachtete. Weil er zunächst die Aufnahmeprüfung für das Fach Dirigieren nicht bestand, nahm er ein Gesangsstudium auf, das er mit dem Examen beendete. Bis 1966 studierte er dann Chor- und Orchesterleitung an der Hochschule für Musik Carl Maria von Weber Dresden (bei Rudolf Neuhaus und Horst Förster). Während seines Studiums wurde er zweimal von der Musikhochschule verwiesen. 1967 studierte er bei Arvīds Jansons und Jewgeni Mrawinski am Rimski-Korsakow-Konservatorium Leningrad. Außerdem hospitierte er in den 1970er Jahren bei Pierre Boulez im Rahmen der Bayreuther Festspiele und bei Herbert von Karajan in Berlin.
1966 begann er seine berufliche Karriere als Direktor (Nachfolger von Horst Förster) der Robert-Franz-Singakademie in Halle/Saale und Dirigent der Philharmonie Halle (heute Staatskapelle). Rückblickend bewertete Johannes Unger Haenchens Arbeit positiv. Nach Unger geriet Haenchen in Konflikt mit dem neuen Chefdirigenten Olaf Koch, weswegen er 1972 Halle verließ. Im Jahr 2006 kam er zurück zum Ort seines Karrierebeginns und brachte das Auftragswerk Halleluja 2006 von Siegfried Matthus zur Uraufführung.
Bei der 1968 durch den Domkantor Erich Schmidt im Meißner Dom geleiteten Uraufführung von Wolfgang Hufschmidts Meißner Tedeum mit dem Gewandhausorchester Leipzig, der Meißner Kantorei und der Sopranistin Barbara Hoene übernahm Haenchen die Baritonstimme und das Dirigat des zweiten Orchesters.
1972/73 war er als Erster Kapellmeister an den Bühnen der Stadt Zwickau tätig. An der Deutschen Staatsoper Berlin gab er in dieser Zeit mit Mussorgskys Boris Godunow sein Debüt. Als ständiger Gastdirigent war er von 1973 bis 1986 und nach der deutschen Wiedervereinigung erneut von 1993 bis 1995 für das Haus und die Staatskapelle Berlin, deren Chefdirigent Otmar Suitner war, tätig. Mit der Dresdner Philharmonie, die unter dem Chefdirigat von Günther Herbig stand, arbeitete er von 1973 bis 1976 als Dirigent zusammen und leitete den Philharmonischen Chor Dresden. 1976 verantwortete er im Kulturpalast Dresden die Uraufführung von Wilfried Krätzschmars Capriccio (1995 führte er seine Reigen für Orchester urauf). Von 1974 bis 1976 und von 1984 bis 1988 war er zudem Gastdirigent an der Staatsoper Dresden, wo er 1985 Die Weise von Liebe und Tod des Cornets Christoph Rilke von Siegfried Matthus uraufführte.
Von 1976 bis 1979 übernahm er die Mecklenburgische Staatskapelle als Chefdirigent und war gleichzeitig Musikdirektor des Mecklenburgischen Staatstheaters in Schwerin. Nach der Schweriner Aufführung von Friedrich Goldmanns Opernwerk R. Hot verlor er seine Stelle, und die zugesagte Berufung an die Komische Oper Berlin wurde annulliert; 1981 übernahm schließlich Rolf Reuter die Orchesterleitung in Berlin. Ein Chefdirigat an einem führenden Klangkörper der DDR blieb Haenchen zeitlebens verwehrt.
Von 1980 bis 2014 war er künstlerischer Leiter des Berliner Kammerorchesters Carl Philipp Emanuel Bach und lehrte zudem von 1980 bis 1986 Dirigieren an der Dresdner Musikhochschule, wo er 1985 zum Honorarprofessor ernannt wurde. Außerdem war er von 1980 bis 1996 ständiger Gastdirigent an der Komischen Oper Berlin. 1981 brachte er mit der Gruppe Neue Musik Hanns Eisler Werke von Reiner Bredemeyer, Paul Heinz Dittrich, Friedrich Goldmann und Krzysztof Meyer zur Uraufführung.
1986 verließ er die DDR als sogenannter „Selbstfreikäufer“ und damit Devisenbringer für die DDR. Er beschrieb, dass er sich verpflichten musste, zwanzig Prozent der Westgage an die DDR zu leisten. In Amsterdam wurde er Chefdirigent der Niederländischen Philharmonie und des Niederländischen Kammerorchesters (bis 2002). Zeitgleich war er bis 1999 Generalmusikdirektor der Niederländischen Oper. Der Amsterdamer Oper blieb er in der Position des Ersten Gastdirigenten von 1999 bis 2007 verbunden, und von 2008 bis 2014 gastierte er dort. Von 1989 bis 1993 bzw. seit 2010 ist er Gastdirigent des Royal Opera House in Covent Garden.
Bei den Dresdner Musikfestspielen war er von 2003 bis 2008 Intendant, von 2006 bis 2010 und ab 2021 Gastdirigent an der Opéra National de Paris, von 2011 bis 2015 am Teatro Real in Madrid, 2013 an der Scala in Mailand. Weiterhin wurde er Gastdirigent am Grand Théâtre de Genève (2015) und an der Königlichen Kapelle Kopenhagen (2016). 2016/17 übernahm er kurzfristig (für Andris Nelsons) das Dirigat der Parsifal-Neuinszenierung von Uwe Eric Laufenberg bei den Bayreuther Festspielen. An der Bayerischen Staatsoper München dirigierte er Alban Bergs Wozzeck 2019, ebenfalls am Opernhaus Zürich 2020 sowie an der Wiener Staatsoper Parsifal und am Metropolitan Opera House Tristan und Isolde. Am Royal Opera House Covent Garden dirigierte er 9 Premieren und
an der Opéra National de Paris 5 Premieren. Zuletzt 2022 Chowanschtschina von Modest Mussorgsky
Ferner stand er u. a. am Pult der Berliner Philharmoniker, des Concertgebouw-Orchesters, des Gewandhausorchesters, der Münchner Philharmoniker, der Staatskapelle Dresden, der Staatskapelle Berlin, dem Orchestre de Paris, dem Orchestra dell’Accademia Nazionale di Santa Cecilia, der Königliche Kapelle Kopenhagen, beim Royal Stockholm Philharmonic Orchestra, beim Belgian National Orchestra, am Teatro La Fenice, Venedig sowie bei Orchestern in den USA, Kanada und Asien. Im Rahmen des Projekts Œuvres Suisses brachte er 2016 mit dem Orchestre de la Suisse Romande in der Victoria Hall in Genf Jean-Luc Darbellays ANGES. L’univers mystérieux de Paul Klee für Orchester zur Uraufführung. 2023 die Ringuraufführung von Thomas Larcher „Time“. Seit 2023 ist er Prinzipal Guestconductor des North Netherlands Symphony Orchestra und Ehrendirigent des Nederlands Philharmonisch Orkest, Amsterdam.
Um seine Dokumente der Forschung zugänglich zu machen, übergab Haenchen 2013 seinen Vorlass der Sächsischen Landesbibliothek – Staats- und Universitätsbibliothek Dresden.

## Auszeichnungen und Ehrungen (Auswahl)
Beim Georg Friedrich Händel-Wettbewerb in Halle 1969 erhielt er den ersten Preis für Gesang. 1971 erreichte er beim Carl-Maria-von-Weber-Wettbewerb in Dresden (Dirigieren) den ersten Platz. 1979 und 1983 wurde er mit dem Kritikerpreis der Musikbiennale Berlin ausgezeichnet. 1984 erhielt er den Kunstpreis der DDR.
1988 und 1993 wurde er mit dem Preis der deutschen Schallplattenkritik ausgezeichnet sowie 1988 und erneut 1993 mit dem Deutschen Schallplattenpreis. 1990 (für Orfeo ed Euridice) und 1992 (für Mitridate) erhielt er den britischen Laurence Olivier Award. 1996 wurde er als erster Deutscher zum Ritter im Orden vom Niederländischen Löwen ernannt. Seit 1996 ist er Ehrenmitglied der Vereinigung Vrienden van de Opera. Haenchen ist seit 1998 ordentliches Mitglied der Klasse „Musik“ der Sächsischen Akademie der Künste in Dresden. Die Stadt Frankfurt/Oder verlieh ihm 1999 die Ehrenplakette für seine Verdienste um das Werk von Carl Philipp Emanuel Bach. 1999 wurde er Ehrenmitglied der Niederländischen Wagner-Gesellschaft. 2000 folgte die Ehrenbürgerschaft der Stadt Amsterdam. 2006 bekam er die niederländische Staatsbürgerschaft ehrenhalber. Im Oktober 2008 erhielt er das Verdienstkreuz am Bande der Bundesrepublik Deutschland. 2010 wurde er mit dem Grand Prix de la Critique Paris ausgezeichnet. Ein Jahr später erhielt er für die DVD Gustav Mahler Sinfonie Nr. 6 den Diapason d’or Kritikerpreis Paris. Der Prix de l’Europe Francophone wurde ihm 2011 für die Parsifal-Produktion in Brüssel zuteil. Im September 2013 wurde er Ehrendoktor der Hochschule für Musik Carl Maria von Weber Dresden. Bei der Kritikerumfrage der Opernwelt 2016/17 wurde er zum „Dirigenten des Jahres“ ernannt. 2018 erhielt Haenchen den Richard-Wagner-Preis der Richard-Wagner-Stiftung Leipzig. 2023 wurde Hartmut Haenchen Ehrendirigent der Niederländischen Philharmonie Amsterdam.

## Sonstiges
Im März 2007 trat Haenchen aus Protest gegen den „polemischen und unsachlichen Ton“ der offenen Briefe des CDU-Bundestagsabgeordneten Arnold Vaatz im Rahmen des Streits um die Dresdner Waldschlößchenbrücke (Dresdner Brückenstreit) aus der CDU aus.

## Veröffentlichungen

### Diskografie
Über 130 Schallplatten und/oder CDs und DVDs bei Berlin Classics, BMG, Capriccio, Philips, EMI, Sony Classical, Vanguard, Opus Arte, Euroart, ica und anderen.
Darunter zwei komplette Aufnahmen von Der Ring des Nibelungen, die Einspielung von Der fliegende Holländer, Gustav Mahlers Sinfonien Nr. 1, 3, 4, 5, 6, 7, 8, 9.
Soeben bei Berlin Classics erschienen: Johann David Heinichen: „La Gara degli Dei“ (Weltpremiere), C.P.E. Bach: „Die letzten Leiden des Erlösers“, W.A. Mozart: „Die letzten drei Sinfonien“ und als historische Aufnahme bei EuroArts das Konzert zum 25-jährigen Bestehen des Kammerorchesters C.Ph.E. Bach im September 1994: C.P.E. Bach: „Die letzten Leiden des Erlösers“, Deutsche Grammophon erschien die Aufnahme der Premiere von Parsifal von den Bayreuther Festspielen 2016.
Chronologische Auswahl
- Paul-Heinz Dittrich: Cantus 1, Siegfried Matthus: Responso, 1979, NOVA 8 85 194
- Reiner Bredemeyer: Oboenkonzert, 1991, BERLIN Classics 0013032BC
- Hornkonzerte der Vorklassik mit Peter Damm, 1981, BERLIN Classics 0032102BC
- Felix Mendelssohn-Bartholdy: Sinfonie Nr. 3 „Schottische“, Hebriden-Ouverture, 1981, BERLIN Classics 0093562BC
- Friedrich II.: Sinfonien und Flötenkonzerte mit Manfred Friedrich, 1982, CAPRICCIO 10064, ausgezeichnet als Schallplatte des Monats
- Oboenkonzerte von Wolfgang Amadeus Mozart, Giuseppe Ferlendis und Franz Anton Rößler mit Burkhard Glätzner, 1984, CAPRICCIO 10 087
- C.Ph.E. Bach: Berliner Sinfonien, 1985, CAPRICCIO 10103, ausgezeichnet mit dem Deutschen Schallplattenpreis
- C.Ph.E. Bach: Flötenkonzerte mit Eckart Haupt, 1985, CAPRICCIO 10104 und CAPRICCIO 10105, ausgezeichnet mit dem Deutschen Schallplattenpreis
- C.Ph.E. Bach: Orgelkonzerte mit Roland Münch, 1985, CAPRICCIO 10135, ausgezeichnet mit dem Deutschen Schallplattenpreis
- C.Ph.E. Bach: Streichersinfonien Wq 182, 1985 CAPRICCIO 51 033, ausgezeichnet mit dem Deutschen Schallplattenpreis
- C.Ph.E. Bach: Vier Orchestersinfonien, 1986, CAPRICCIO 10175 ausgezeichnet mit dem Deutschen Schallplattenpreis, Auszeichnung im Magazin „Scala“ als eine der Top.50-Aufnahmen des 20. Jahrhunderts
- Wolfgang Amadeus Mozart: Flötenkonzerte und Konzert für Flöte mit Werner Tast, 1987, ETERNA 7 28 022CD
- Wolfgang Amadeus Mozart: Sinfonie Nr. 35 (Hafner), Sinfonie Nr. 40 g-Moll (1. Fassung), 1987, VANGUARD 99012
- Franz Schubert: Sinfonien Nr. 4 und „Unvollendete“, 1987, VANGUARD Classics 99015
- Wolfgang Amadeus Mozart: Marsch Nr. 1–2 KV 335, Serenade Nr. 9 D-Dur KV 320 (Posthorn), Divertimento Nr. 3 F-Dur KV 138, 1987, ARCADE 01271061
- Georg Friedrich Händel: Arien mit Jochen Kowalski, 1987, ETERNA 3 29 099, Preis der Deutschen Schallplattenkritik
- Franz Schubert: Sinfonien Nr. 4 und „Unvollendete“, 1987, VANGUARD Classics 99015
- Wolfgang Amadeus Mozart: Sinfonie Nr. 36 (Linzer), Sinfonie Nr. 41 (Jupiter), 1987, VANGUARD Classics 99014
- Joseph Haydn: Sinfonien Nr. 26, 44, 49, 1988, BERLIN Classics 1013-2, CD des Jahres 1993 AVRO’s Platenzaak
- Christoph Willibald Gluck: Orfeo ed Euridice, 1988, CAPRICCIO 60008-2, Preis der Deutschen Schallplattenkritik, Gramophon Award Nomination
- C.Ph.E. Bach: Magnificat und zwei Berliner Sinfonien mit Věnceslava Hrubá-Freiberger, Barbara Bornemann, Peter Schreier, Olaf Bär, 1988, BERLIN Classics 0110 011
- Anton Bruckner: Sinfonie Nr. 3 d-Moll, 1989, LASERLIGHT 14002
- Gustav Mahler: Sinfonie Nr. 6 und 7, 1989, CAPRICCIO 10 643
- Joseph Haydn: Sinfonien 43, 45, 59, 1989, BERLIN Classics 0110 014
- Joseph Haydn: Sinfonien 31, 73, 82, 1989, BERLIN Classics BC 1028-2
- Siegfried Matthus: Die Weise von Liebe und Tod des Cornet Christoph Rilke, 1990, BMG 74321 73543 2
- Anton Bruckner: Sinfonie Nr. 9, 1990, LASERLIGHT 14138
- Wolfgang Amadeus Mozart: Sinfonia concertante KV 297b und Konzert für Flöte und Harfe mit Werner Tast und Katharina Hanstedt, 1990, BERLIN Classics 0120 004
- Wolfgang Amadeus Mozart: Concertone und Sinfonia concertante KV 364 mit Thorsten Rosenbusch, Christian Trompler und Erich Krüger, 1990, BERLIN Classics 0120 003
- Joseph Haydn: Sinfonien 48, 53, 85, 1990, BERLIN Classics 0110 024
- Ludwig van Beethoven: Sinfonie Nr. 8 F-Dur Op. 93, Antonín Dvořák: Sinfonie Nr. 8 G-Dur Op. 88, 1991, VANGUARD Classics 99016
- Anton Bruckner: Sinfonie Nr. 7 E-Dur, 1991, LASERLIGHT COCO 78031
- Carl Maria von Weber: Sinfonie Nr. 1 C-Dur; Felix Mendelssohn-Bartholdy: Sinfonia Nr. 10 h-moll; Hugo Wolf: Italienische Serenade; Richard Wagner: Siegfried-Idyll, 1991, SONY Classical SK 53109
- Konzert am Preußischen Hof mit Thorsten Rosenbusch, Erich Krüger, Christian Trompler, Karl-Heinz Schröter, Christine Schornsheim, Klaus Kirbach, 1991, BERLIN Classics 1040-2
- Joseph Haydn: Sinfonien 94, 103, 60, 1991, BERLIN Classics 1027-2
- Gustav Mahler: Sinfonie Nr. 4, 1991, BRILLIANT Classics 99549-5
- Peter Tschaikowski: Sinfonie Nr. 5, 1991, VANGUARD Classics 99017
- C.Ph.E. Bach: Sinfonie D-Dur; Wolfgang Amadeus Mozart: „Eine kleine Nachtmusik“; Johann Sebastian Bach: 3. Brandenburgisches Konzert; Benjamin Britten: Simple Symphony; Georg Friedrich Händel: Wassermusik Suite Nr. 2, 1991, SONY Classical SK 4806
- Giovanni Pergolesi: „Stabat mater“ mt Dennis Naseband und Jochen Kowalski, 1992, BERLIN Classics BC 1047-2
- Gustav Mahler – Streichquartettbearbeitungen: Ludwig van Beethoven: Streichquartett f-Moll Op. 95, Franz Schubert: Streichquartett d-Moll D 810 „Der Tod und das Mädchen“, 1992, BERLIN Classics 0010642
- Italienische und deutsche Weihnachtsmusik, 1992, SONY Classical S2K 53266
- Wassermusik: Georg Friedrich Händel und Georg Philipp Telemann, 1992, BERLIN Classics 1051-2
- Wolfgang Amadeus Mozart: Konzertarien mit Christiane Oelze, 1993, BERLIN Classics 0013252BC, Preis der Deutschen Schallplattenkritik
- Joseph Haydn: Sinfonien 22, 55, 64, 1993, BERLIN Classics 0011092BC
- Wilhelm Friedemann Bach: Das Orchesterwerk, 1993, BERLIN Classics B001FY2KVW
- Richard Strauss: „Also sprach Zarathustra“, „Metamorphosen“, 1993, LASERLICHT 14281
- Franz Schubert: Sinfonie Nr. 8 h-Moll D 759 (Die Unvollendete), Sinfonie Nr. 9 C-Dur D 944 (Große), 1993, NedPhO 101
- Pietro Locatelli: Concerti grossi Op. 7, 1994, BERLIN Classics 0011332BC
- Johann Sebastian Bach: Kantaten 35, 169, 49 mit Jochen Kowalski und Raphael Alpermann, 1994, BERLIN Classics 0011322BC
- C.Ph. E. Bach: „Die letzten Leiden des Erlösers“ mit Christine Schäfer, Ellen Schuring, Thomas Dewald, Roman Trekel und den Hallenser Madrigalisten, 1994, DVD: EuroArts 2060808
- Johann Christian Bach: Sinfonie g-Moll Op. 6 Nr. 6; Wolfgang Amadeus Mozart: Sinfonie Nr. 40 g-Moll KV 550 (1. Fassung); Franz Schubert: Sinfonie Nr. 5 B-Dur, 1995, SONY Classical SMK 93831
- Franz Liszt: "Eine Sinfonie zu Dantes "Divina Commedia", "A la Chapelle Sixtine" (Weltpremiere), 1995, CAPRICCIO 10 736
- Cellokonzerte des 18. Jahrhunderts von C.Ph.E. Bach (A-Dur), Nicola Porpora (G-Dur), Joseph Haydn (Nr. 2 D-Dur) mit Jens Peter Maintz, 1996, PHILIPS 456015-2
- Gustav Mahler: Sinfonie Nr. 3 und 9, 1998, NedPhO 1016-1017
- Richard Strauss: „Don Juan“, „Tod und Verklärung“ „Frau ohne Schatten“-Suite, 1998, NedPhO 1020
- Richard Strauss: „Eine Alpensinfonie“, „Burleske“ (Markus Groh), 1999, NedPhO 1021
- Richard Wagner: „Der Ring des Nibelungen“, 1999, DVD, OpusArte OA1094BD
- Gustav Mahler: Sinfonie Nr. 5, 2001, Pentagon SACD PTC 5 186 004
- Gustav Mahler: Sinfonie Nr. 1 und 8 „Sinfonie der Tausend“, 2002, ica ICAC 5094
- Johann David Heinichen: „La Gara degli Dei“ mit Alexandra Coku, Carola Höhn, Simone Nold, Katharina Kammerloher, Carola Höhn, Annette Markert, Ralph Eschrig, Olaf Bär, 2003, Berlin Classics 0300544BC
- Klassische Violinkonzerte. Werke von W.A. Mozart (Rondo C-Dur KV 373, Konzert G-Dur KV 216), M. Haydn (Konzert B-Dur), F. Schubert (Rondo A-Dur D 438) mit Baiba Skride, 2004, SONY Classical 92939
- Wolfgang Amadeus Mozart: Divertimento Es-Dur KV 113, Klavierkonzert d-Moll mit Stefan Vladar, Sinfonie Nr. 41 C-Dur (Jupiter), 2005, DVD EuroArts 2055088
- Wolfgang Amadeus Mozart Discovering Masterpieces: Jupiter-Sinfonie mit Einführung von Hartmut Haenchen, 2006, DVD EuroArts 2056018
- Richard Wagner: „Der Ring des Nibelungen“, 2006, SACD ET'CETERA KTC5504
- Richard Wagner: „Der fliegende Holländer“, 2010, DVD, Opus Arte 4947487
- C.Ph.E. Bach: „Die letzten Leiden des Erlösers“ mit Christina Landshamer, Christiane Oelze, Anke Vondung, Maximilian Schmitt, Roman Trekel und RIAS-Kammerchor, 2014, BERLIN Classics 0300575BC
- Wolfgang Amadeus Mozart: Sinfonien 39, 40, 41, 2014, BERLIN Classics 0300587BC
- Richard Wagner: „Parsifal“ (DVD), 2016, Deutsche Grammophon 004400735350
- Anton Bruckner: Sinfonie Nr. 8, 2017, Genuin, GEN 18622

### Bücher
- Bas van Putten (Hrsg.): Twijfel als Wapen, Hartmut Haenchen over muziek. ISBN 90-6868-157-5. deutsche Übersetzung
- Von der Unvereinbarkeit von Macht und Liebe / Over de onverenigbaarheid van macht en liefde. Schriften mit 4 CDs, Hrsg. DNO, ISBN 90-5082-111-1, zweisprachig: Hartmut Haenchen über Wagners Ring des Nibelungen
- Gustav Mahlers fiktive Briefe. in 14 Bänden einzeln oder im Sammelschuber. Pfau-Verlag, ISBN 978-3-89727-290-3 (deutsch-niederländisch).
- Gesammelte Schriften sind im Herbst 2013 unter dem Titel Werktreue und Interpretation im Pfau-Verlag, Saarbrücken erschienen (Bd. 1: ISBN 978-3-89727-499-0, Bd. 2: ISBN 978-3-89727-500-3, Schuber mit beiden Bänden: ISBN 978-3-89727-501-0.), erweiterte 2. Auflage 2016
- Hartmut Haenchen: Seine Kunst ist in vielen Facetten unerreicht. Interview zum Tode Peter Schreiers vom 8.1.2020, in: Matthias Herrmann (Hrsg.): Begegnungen mit Peter Schreier, Sax-Verlag Beucha/Markkleeberg 2020, 2. Auflage 2021, S. 65–69

## Film
Der niederländische Dokumentarfilm De hemel boven Dresden (dt. Der Himmel über Dresden) über das Leben Hartmut Haenchens erhielt auf dem Schweizer Film-Festival in Montreux 2015 die Goldene Palme; seine Autoren sind Paul Cohen und Martijn van Haalen.

## Ausstellung
- Grenzüberschreitungen - vom Dresdner Kreuzchor zur Mailänder Scala: Das musikalische Werk des Dirigenten Hartmut Haenchen, Dokumentation der Ausstellung im Buchmuseum der SLUB Dresden vom 22. Februar bis 5. Mai 2013